# ヨスグルント
ヨスグルント (ドイツ語: Jossgrund) は、ドイツ連邦共和国ヘッセン州マイン＝キンツィヒ郡に属す町村（以下、本項では便宜上「町」と記述する）である。

## 地理
この町はヘッセン・シュペッサルトを流れる小川であるヨサ川の上流に位置し、バイエルン州マイン＝シュペッサルト郡と境を接する。隣接する市はバート・オルプで、町内の各集落から 8 - 15 km の距離にある。

### 隣接する市町村
ヨスグルントは、北はバート・オルプ、市町村に属さない地域であるグーツベツィルク・シュペッサルトおよびバート・ゾーデン＝ザルミュンスター、東は市町村に属さないフォルスト・アウラ（マイン＝シュペッサルト郡）、南はフレールスバッハタール、西はビーバーゲミュントと境を接している。

### 自治体の構成
1971年12月31日に、ブルクヨス、オーベルンドルフ（現在の町政機関所在地）およびプファッフェンハウゼンが合併してヨッサタールの町が形成された。1974年にこの町は、レトゲンブルンと合併して、新たな自治体ヨスグルントとなった。

## 歴史
ブルクヨスは、850年に初めて文献に記録された。プファッフェンハウゼンは907年、レトゲンブルンは1313年、オーベルンドルフは1404年に記録されている。1450年からこの地域はマインツ選帝侯領となった。
1803年の帝国代表者会議主要決議後、マインツ選帝侯領のライン川右岸地域はアシャッフェンブルク侯領となり、1810年にフランクフルト大公領に移された。1814年のパリ条約でこの地域はバイエルン王国領となり、現在の自治体周辺はそのベツィルク・オルプに属した。
1866年の普墺戦争でバイエルンはベツィルク・オルプをプロイセンに割譲し、プロイセン王国ヘッセン＝ナッサウ州のゲルンハウゼン郡が形成された。第二次世界大戦後、プロイセンの支配権は失われた。アメリカ占領地域となったヘッセン＝ナッサウは新たにヘッセン州として再編された。
1972年から1977年のヘッセン州の地域再編により、ゲルンハウゼン郡は隣接するハーナウ郡、シュリュヒテルン郡およびハーナウ市とともにマイン＝キンツィヒ郡として統合され、この町はヨスグルントと名付けられた。

## 行政

### 議会
ヨスグルントの町議会は、23議席からなる。

### 首長
町長は、2005年7月1日以降ライナ・シュライバーが務めている。ヨスグルントとルートヴィヒスアウは、2003年末にヘッセン州で2つだけの負債のない町となった。

### 紋章
図柄: 赤地で、左側面（向かって右側）が銀地。銀地部分には、分割線に接して頭頂部が赤い黒いキツツキ（クマゲラ）が描かれている。6本スポークの銀の車輪の上に4枚の銀のオークの葉が突き出している。
オークの葉とクマゲラは、この町が位置しているシュペッサルト山地を表している。また、4枚のオークの葉は、この町を形成する4つの地区を表してもいる。車輪は、かつてマインツ選帝侯領であったことを象徴するものである。赤と白は、ヘッセン州の色である。
ヨスグルントのこの紋章は、1976年1月6日に認可され、同年2月27日から用いられている。

## 経済と社会資本

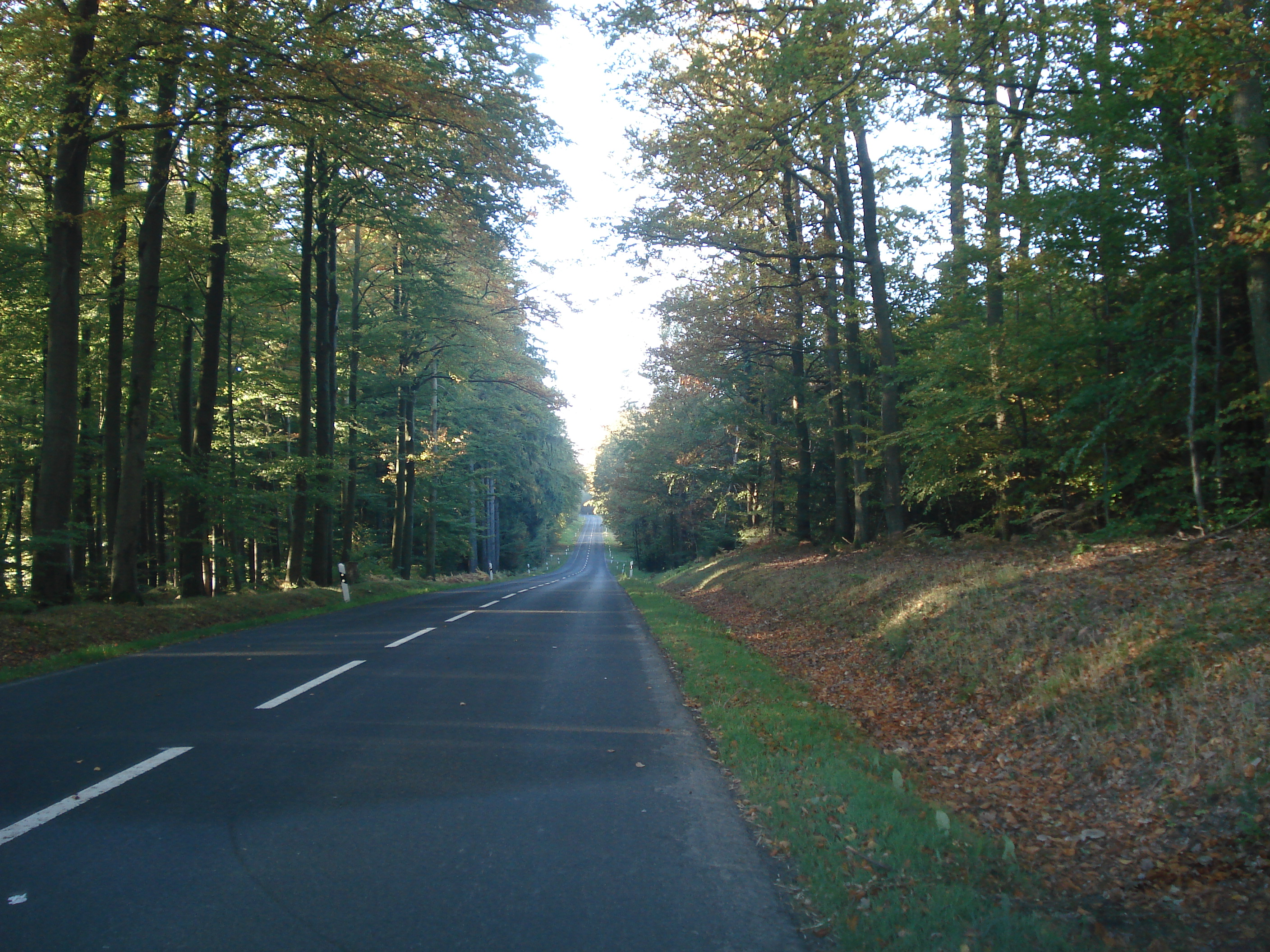
シュペッサルト高原道路

### 交通
ヨスグルントはライン＝マイン交通連盟に加盟している。最寄りの鉄道駅は、ヴェヒタースバッハおよびバート・ゾーデン＝ザルミュンスターにキンツィヒタール鉄道フルダ - ハーナウ線の駅が、ミッテルジンにフルダ - ゲミュンデン（マイン）線の駅が、それぞれ 12 - 20 km の距離にある。両路線ともDBレギオによって運営されている。
バス交通では、この町はクライスヴェルク・ゲルンハウゼンの HU-82 および HU-83 路線が通っている。ともにバート・オルプへの路線である。
連邦道 B276号線が各集落の 5 - 15 km 南を通っている。最寄りのアウトバーンのインターチェンジは 12 - 20 km 離れた連邦アウトバーン A66号線のバート・オルプ/ヴェヒタースバッハ・インターチェンジである。
プファッフェンハウゼンおよびレトゲンブルン地区を、ドイツ観光街道のアルプス＝バルト海ルートが通っている。また、レトゲンブルンにはシュペッサルト高原道路も通っている。プファッフェンハウゼンおよびレトゲンブルンは、歴史的な通商路であるエーゼルヴェク沿いに位置している。
2007年9月にヨーロッパ文化自転車・遊歩道が開通した。この道は「ヨサの真珠」と名付けられ、レトゲンブルン/フィルバッハのヨサ川の水源からプファッフェンハウゼン、オーベルンドルフ、ブルクヨスを通ってヨサ（ジンタール）まで通じている。

### メディア
日刊紙は、ゲルンホイザー・ノイエ・ツァイツゥングとゲルンホイザー・ターゲブラットがある。ヨスグリュンダー・ブレットヒェは14日ごとに発行される広報紙で、ダウンロードもできる。

### 教育
オーベルンドルフには、基礎課程・本課程学校のヨサタール・シューレがある。また、総合学校は、バート・オルプ（実科学校）、ゲルンハウゼン（ギムナジウム）、ヴェヒタースバッハ（共同型総合学校）およびバート・ゾーデン＝ザルミュンスター（統合型総合学校）にある。

## 文化と見所

### 宗教
4つの地区にはいずれもカトリックの教会組織があり、フルダ司教区に属している。この他、レトゲンブルンには、クアヘッセン＝ヴァルデック地方教会に属すプロテスタント教会がある。

### スポーツ
4つの地区にはいずれも固有のサッカーグランドを持つサッカークラブがある。この他に、テニスクラブ・オーベルンドルフ（その活動拠点はビーチ・バレーボールのコートにもなる）やレトゲンブルンにはゴルフ・クラブもある。さらにオーベルンドルフには卓球クラブ TTC オーベルンドルフがある。レトゲンブルンとブルクヨスにはそれぞれミニゴルフ場の施設がある。ワンデリング・クラブとマウンテンバイク・クラブはシュペッサルト山地の自然に親しむ機会を提供している。
オーベルンドルフには、小規模ながらスキーリフトを備えたウィンタースポーツのゲレンデがある。町内で最も降雪の多いレトゲンブルンでは冬になるとスキー長距離競技用のロイペが造られる。

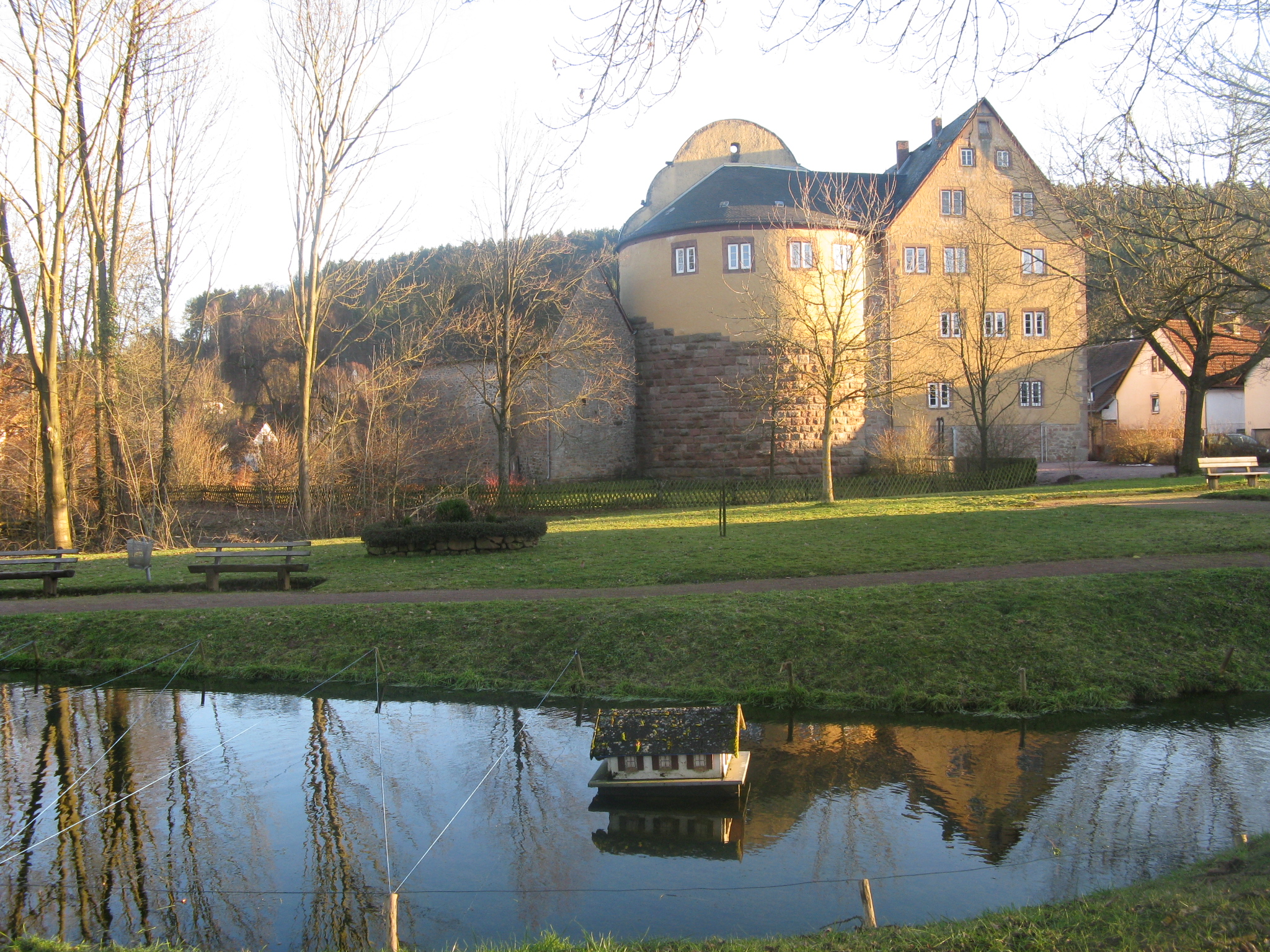
ブルクヨスの水城

### 見所
2つの宗派が1つ屋根の下に同居するレトゲンブルンの教会の他、オーベルンドルフの教会（「ヨサ川沿いの聖堂」と呼ばれる）も見所である。レトゲンブルンと小集落フィルバッハの間にバイルシュタインがある。これは城塞の遺構を有する玄武岩の岩山で、固有の植物相を持つ同名の自然保護地区となっている。ブルクヨスは最も古い集落である。この集落は850年に文献に記録されている。ブルクヨスのヤツァー家の水城は、現在、営林署となっている。プファッフェンハウゼンには、ヨス川沿いに壊れていない水車がある。また、素晴らしく美しいシュペッサルトの森の中にヘッセン最大のクナイプ式水浴施設がある。
小集落フィルバッハ周辺では、第一次世界大戦および第二次世界大戦の重要な名残を見ることができる。ゴルフ場近くの爆破されたトーチカ（第二次世界大戦）の他、森の中に無数の塹壕（第一次世界大戦）が見られる。
- オーベルンドルフの教会
- バイルシュタイン
- 爆破されたトーチカ

### 文化
ヨスグルントの文化上の重要な要素に伝統的な村祭りがある。特に7月から8月に開催される教会開基祭（キールあるいはケルプと呼ばれる）は特筆すべきものである。
プファッフェンハウゼン、オーベルンドルフ、ブルクヨスでは、共通の方言が話されているが、第二次世界大戦後に創設されたレトゲンブルン地区では伝統が薄れつつある。この地区には旧ドイツ東部領土からの移民を祖先に持つ人が住んでいる。また、この地区の一部はライン＝マイン地区の家族で拡大した。

## 引用
1. ↑  Hessisches Statistisches Landesamt: Bevölkerung in Hessen am 31.12.2023 (Landkreise, kreisfreie Städte und Gemeinden, Einwohnerzahlen auf Grundlage des Zensus 2011)]
2. ↑  2011年3月27日の町議会議員選挙結果、ヘッセン州統計局（2012年10月14日 閲覧）